# イ・ヨウォン
イ・ヨウォン（ハングル：이요원、漢字：李枖原、1980年4月9日 - ）は、韓国の女優。

## 経歴・人物
- 1980年4月9日に韓国で生まれる。
- 1998年にチャン・ヒョンス監督の映画『男の香り』、続いて翌年の1999年には、人気テレビドラマシリーズの第2シーズン『学校2』に出演した。
- 2001年、チョン・ジェウン監督の映画『子猫をお願い』では、ヘジュ役として出演した。同作の出演により、同年、第22回青龍映画賞新人女優賞、翌年の2002年、第38回百想芸術大賞新人女子演技賞を受賞した。
- 2008年、檀国大学校演劇映画学科を9年かけて卒業した[2][3]。
- 夫は、プロゴルファーのパク・チヌ。子どもは、長女、次女、長男と3人いる。

## 出演

### テレビドラマ
- 勝負師（1998年、SBS）
- 学校2（朝鮮語版）（1999年、KBS）
- コッチ（2000年、KBS） - ホ・ジヘ役
- 純情（2001年、KBS） - ハン・セジン役
- 青い霧（朝鮮語版）（2001年、KBS） - イ・シヌ役
- 大望（テレビドラマ）（朝鮮語版）（2002年、SBS） - ユン・ヨジン役
- ファッション 70s（朝鮮語版）（2005年、SBS） - ハン・ドミ（コ・ジュニ）役
- 外科医ポン・ダルヒ（2007年、SBS） - ポン・ダルヒ役
- BAD LOVE〜愛に溺れて〜（2007年 - 2008年、KBS） - ナ・インジョン役
- 善徳女王（2009年、MBC） - トンマン（徳曼）/ 善徳（ソンドク）女王役
- 私の期限は49日（2011年、SBS） - ソン・イギョン ／ シン・ジヒョン（憑依時）役（一人二役）
- 馬医（2012年 - 2013年、MBC） - カン・ジニョン（ヨンダル）役
- 黄金の帝国（2014年、SBS） - チェ・ソユン役
- 僕は彼女に絶対服従〜カッとナム・ジョンギ〜（2016年、JTBC） - オク・ダジョン役
- ハイクラス～私の1円の愛～（原題：不夜城）（2016年 - 2017年、MBC） - ソ・イギョン役
- 甘くない女たち～付岩洞＜プアムドン＞の復讐者～（2017年、tvN） - キム・ジョンへ役
- イモン～禁断の愛～（原題：異夢）（2019年、MBC） - イ・ヨンジン役
- 走る調査官（2019年、OCN） - ハン・ユンソ役
- グリーンマザーズクラブ（2022年、JTBC） - イ・ウンピョ役

### 映画
- 男の香り（朝鮮語版）（1998年）
- アタック・ザ・ガスステーション（朝鮮語版）（1999年）
- 子猫をお願い（2001年）
- サプライズ（韓国映画）（朝鮮語版）（2002年）
- アフリカ（韓国映画）（朝鮮語版）（2002年）
- クァンシクの弟クァンテ（朝鮮語版）（2005年）
- 光州5・18（2007年）
- テンジャン/味噌（2010年）
- 容疑者X 天才科学者のアリバイ（2012年）
- フィスト・オブ・レジェンド（2013年）
- そう、家族（2017年）
- 鬼神たち (2025年)

## 受賞歴
- 2001年 第22回 青龍映画賞新人女優賞（『子猫をお願い』）
- 2001年 KBS演技大賞 スター賞
- 2001年 第9回 春史映画祭 女優演技賞
- 2002年 第38回 百想芸術大賞 新人女子演技賞（子猫をお願い）
- 2005年 SBS演技大賞 特別企画部門 演技（『ファッション 70s』）
- 2009年 MBC演技大賞 最優秀女優賞 （『善徳女王』）